# 木場一昭
木場 一昭（こば かずあき、1957年5月26日 - ）は、日本の政治家。鹿児島県錦江町長（1期）。

## 来歴
鹿児島県肝属郡生まれ。1976年（昭和51年）3月、鹿児島県立鹿屋高等学校卒業。1981年（昭和56年）3月、明治大学法学部卒業。同年6月、大根占町役場に入庁。
2005年（平成17年）3月22日、大根占町は田代町と合併して錦江町が発足する。錦江町役場に勤務。2011年（平成23年）4月、鹿児島県カヌー協会副会長に就任。
2017年（平成29年）8月、錦江町役場を退職。同年11月26日に行われた錦江町長選挙に立候補し、現職の楠元忠洋をわずか5票差で破り初当選を果たした。12月20日、町長就任。
※当日有権者数：6,772人 最終投票率：77.79%（前回比：pts）
| 候補者名 | 年齢 | 所属党派 | 新旧別 | 得票数  | 得票率 | 推薦・支持 |
| -------- | ---- | -------- | ------ | ------- | ------ | ---------- |
| 木場一昭 | 60   | 無所属   | 新     | 2,601票 | 50.05% |            |
| 楠元忠洋 | 70   | 無所属   | 現     | 2,596票 | 49.95% |            |

2021年11月28日投開票の町長選で再選を目指すが、元町職員の新田敏郎に敗れ落選。
※当日有権者数：人 最終投票率：79.85%（前回比：+2.06pts）
| 候補者名 | 年齢 | 所属党派 | 新旧別 | 得票数  | 得票率 | 推薦・支持 |
| -------- | ---- | -------- | ------ | ------- | ------ | ---------- |
| 新田敏郎 | 56   | 無所属   | 新     | 3,081票 | 64.08% |            |
| 木場一昭 | 64   | 無所属   | 現     | 1,727票 | 35.92% |            |